# موريس كوري
موريس كوري هو عضو المجلس المحلي ‏ وسياسي بريطاني، ولد في يونيو 1950. نشط حزبياً في الاسكتلنديون المحافظون ‏. في 2016 Scottish Parliament election ‏، انتخب Member of the 5th Scottish Parliament ‏ عن دائرة West Scotland (Scottish Parliament electoral region) ‏ وقد انضم خلال فترته النيابية ‏ (5 مايو 2016 – ) للكتلة البرلمانية الاسكتلنديون المحافظون ‏.